# Antilopă americană
Antilopa americană (Antilocapra americana) este o specie de mamifer artiodactil (cu degete egale, copite) originar din interiorul vestului și centrul Americii de Nord. Deși nu este o antilopă, este cunoscută colocvial în America de Nord ca antilopa americană, antilopă pronghorn, pronghorn deoarece seamănă foarte mult cu antilopele din Lumea Veche și ocupă o nișă ecologică similară datorită evoluției paralele. Este singurul membru supraviețuitor al familiei Antilocapridae.

## Descoperirea europeană
Antilopele americane au fost văzute și descrise pentru prima dată de exploratorii spanioli în secolul al XVI-lea, dar specia nu a fost înregistrată sau analizată oficial până la expediția din 1804-06 a căpitanului Meriwether Lewis și a sublocotenentului William Clark. În urma descoperirii câtorva subspecii de cocoș de munte cu coada ascuțită, Lewis și Clark au dat peste antilopa americană lângă gura râului Niobrara, în Nebraska de astăzi. Clark a fost printre primii euro-americani care au publicat experiența uciderii unei antilope americane și și-a descris experiența.
Antilopa americană a fost descrisă oficial pentru prima dată de ornitologul american George Ord în 1815.

## Descriere

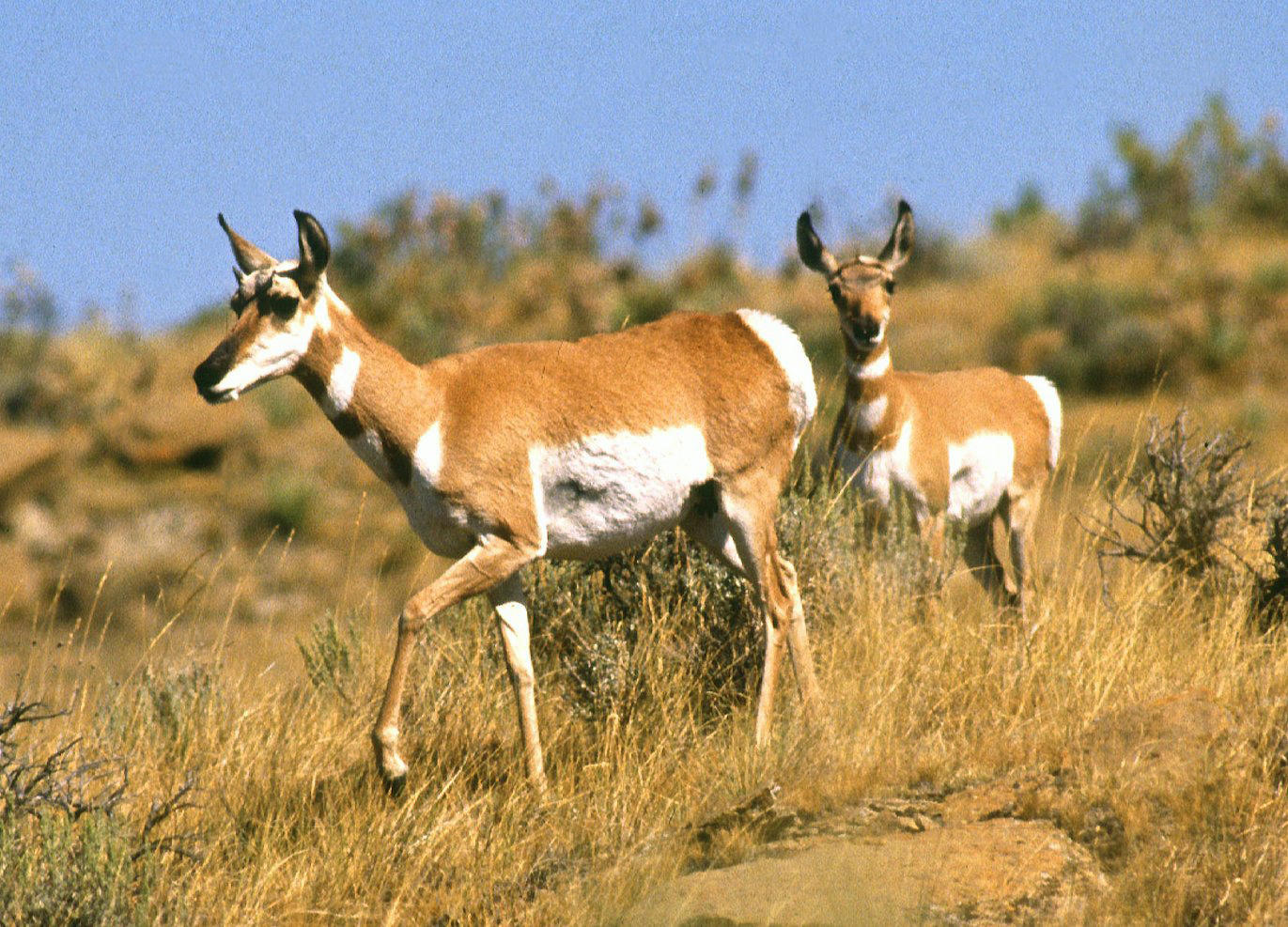
Femele

Antilocapra americana au blană albă distinctă pe crupă, părțile laterale, piept, burtă și pe gât. Masculii adulți au o lungime de 1,3-1,5 metri de la bot la coadă, o înălțime de 81-104 cm la umăr și cântăresc 40-65 kg. Femelele au aceeași înălțime ca și masculii, dar cântăresc 34-48 kg. Temperatura corpului lor este de 38 °C.
Au ochii foarte mari, cu un câmp vizual de 320°.  Orbitele sunt proeminente și așezate sus pe craniu.
Este cel mai rapid mamifer terestru din emisfera vestică, fiind construit pentru a evita la maximum prădătorii prin alergare. Viteza lor maximă depinde de durata de timp pe care este măsurată. Poate alerga cu 56 km/h timp de 6,5 km, 68 km/h timp de 1,5 km și 88,5 km/h timp de 800 metri. Deși este mai lentă decât ghepardul african, poate menține viteza maximă mult mai mult timp decât ghepardul. Este posibil ca antilopa americană să-și fi dezvoltat abilitatea de a alerga pentru a scăpa de prădători acum dispăruți, cum ar fi ghepardul american, deoarece viteza sa o depășește cu mult pe cea a tuturor prădătorilor nord-americani existenți. În comparație cu dimensiunea corpului său, antilopa americană are trahee, inimă, volum de sânge, eritrocite și plămâni mari, care îi permit să absoarbă cantități mari de aer atunci când aleargă. În plus, oasele ușoare și copitele cu două degete lungi, ajută la absorbția șocurilor atunci când aleargă la viteze mari.

## Galerie

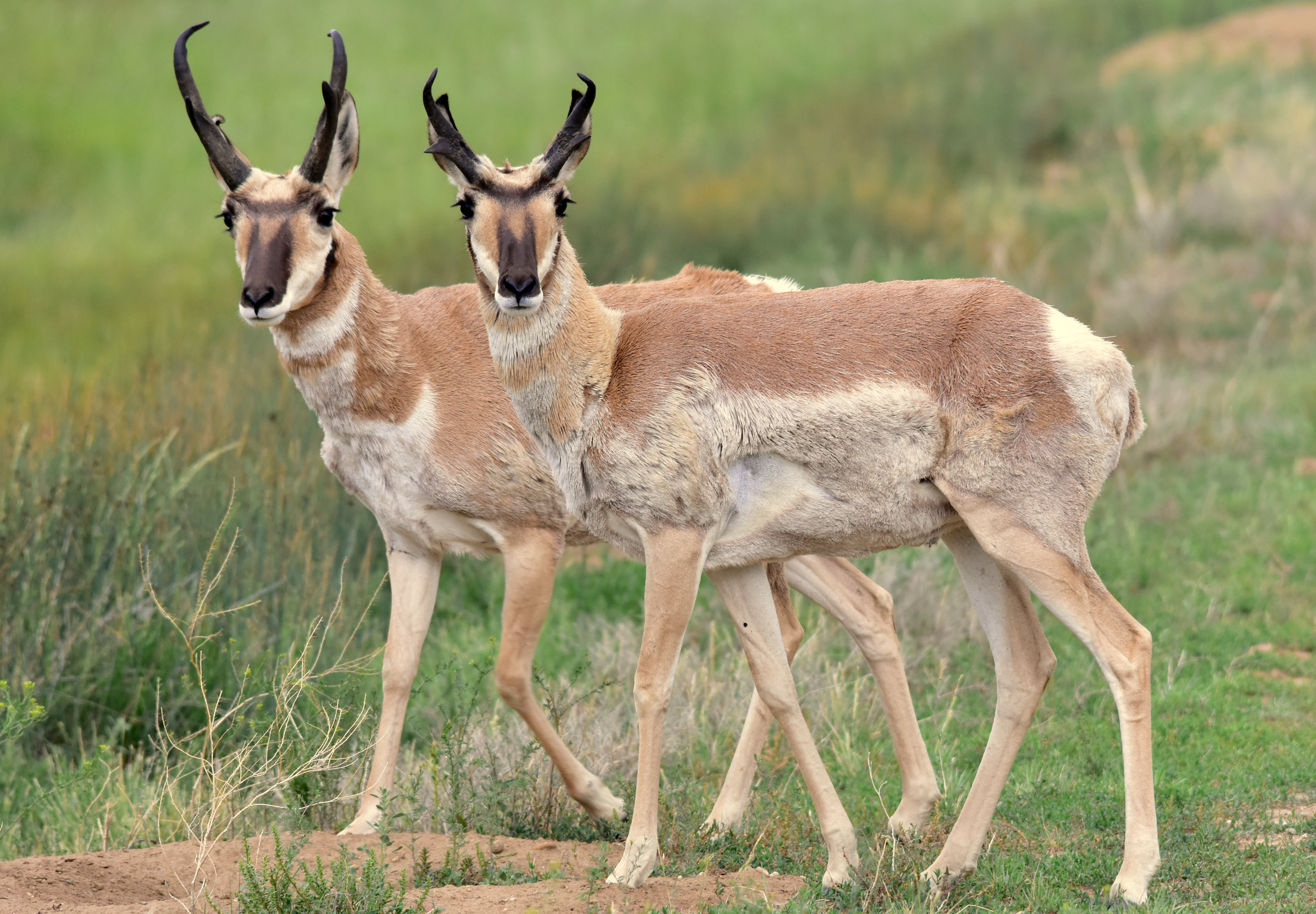
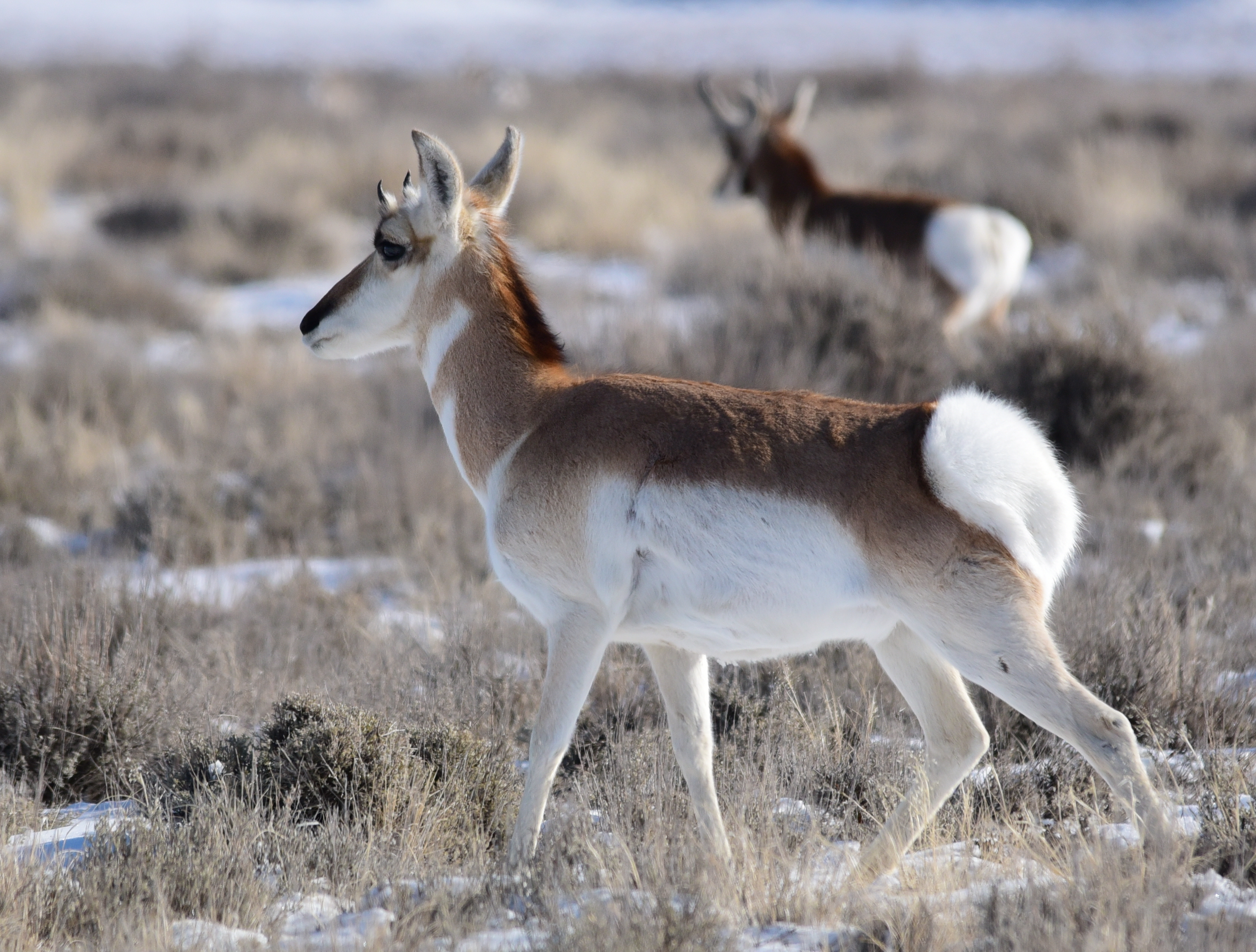
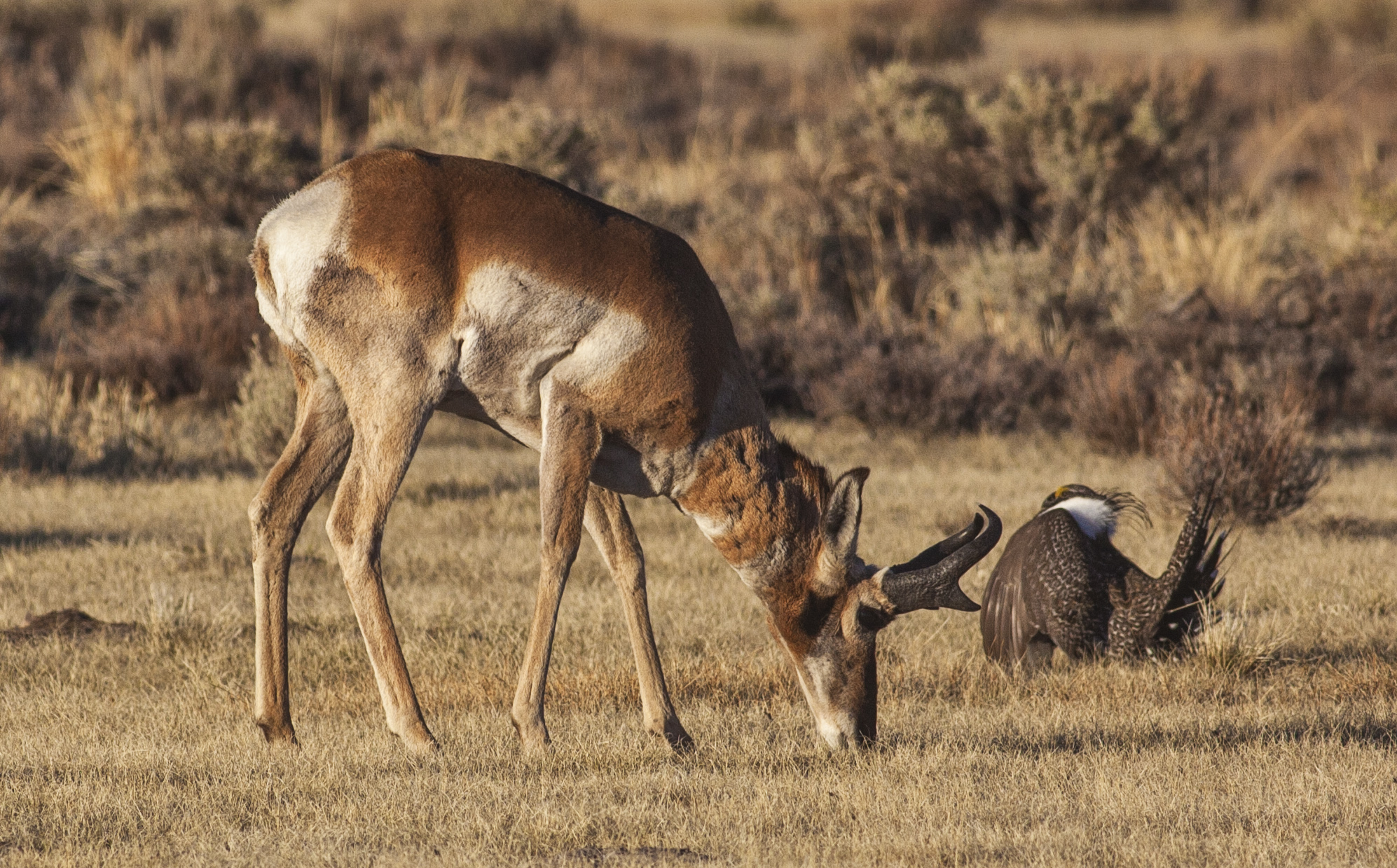
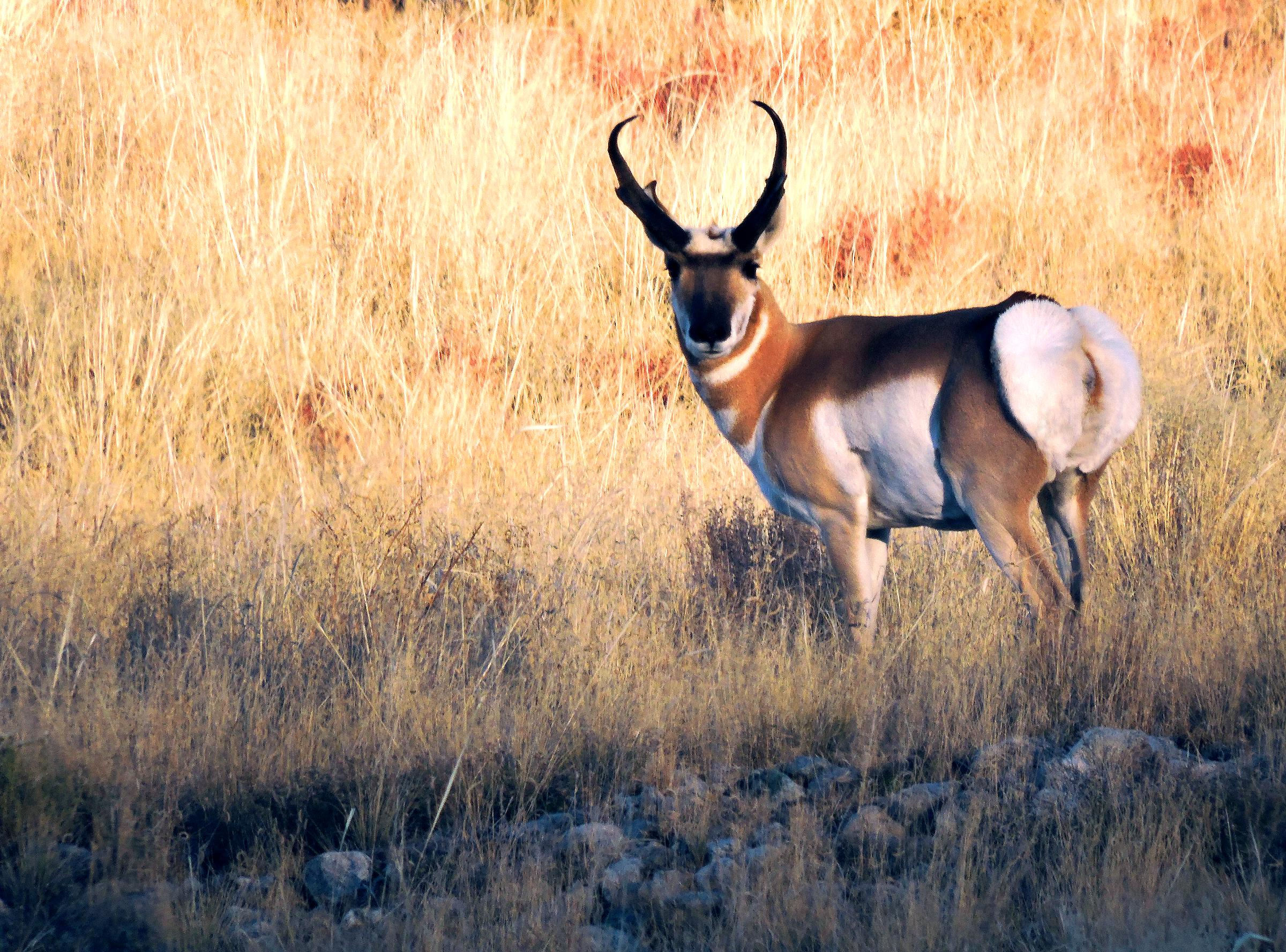
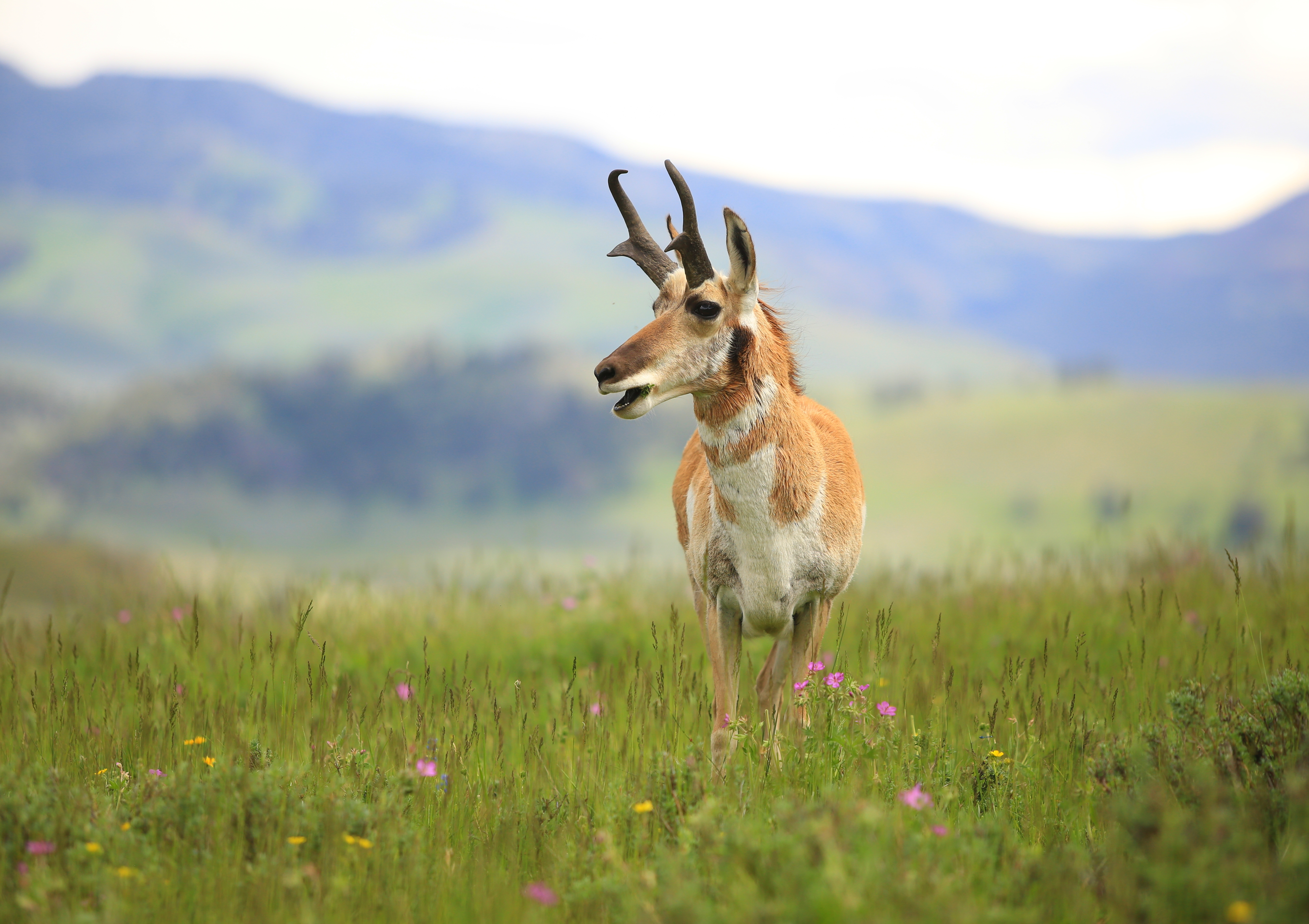
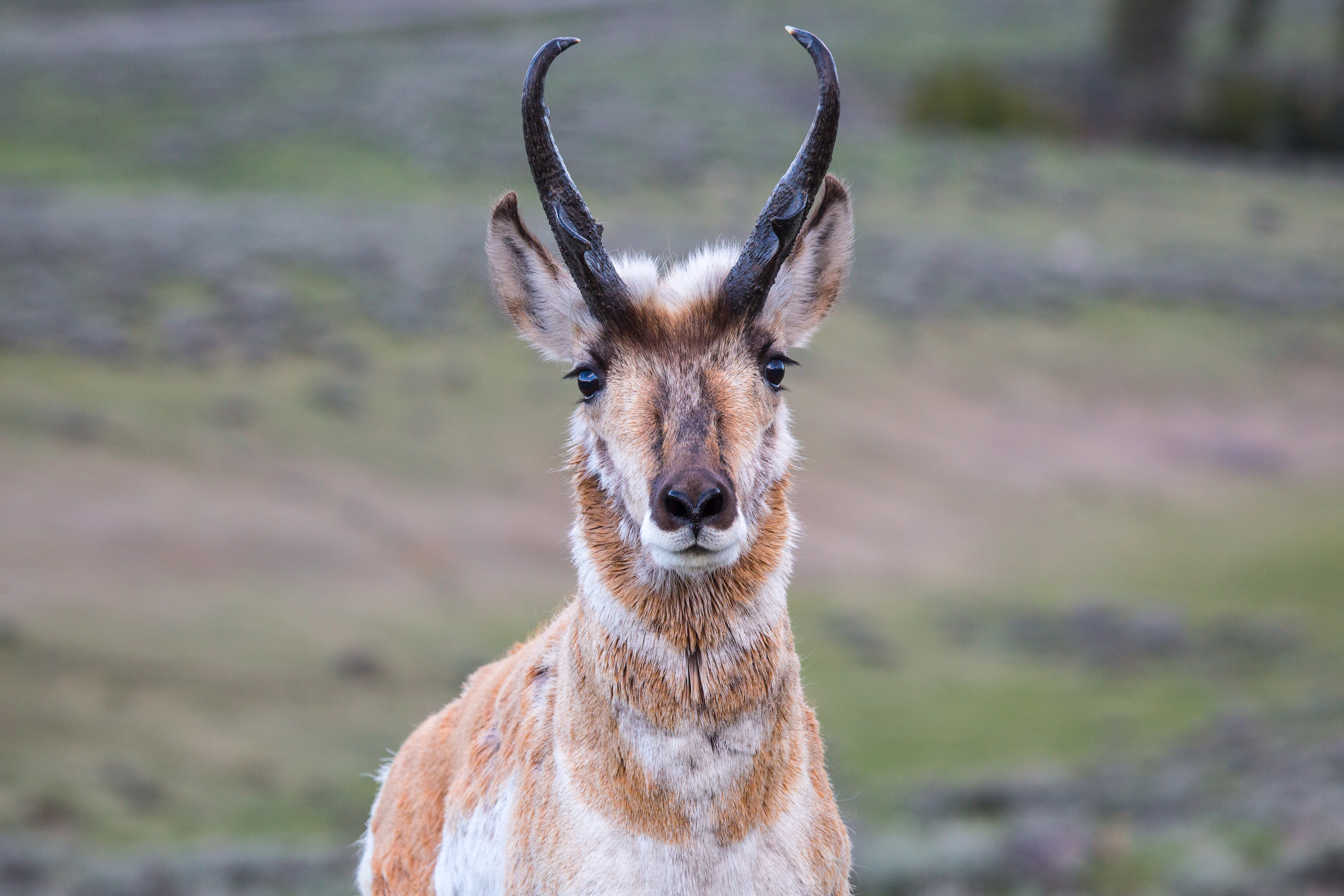